# EYES OF THE MIND
| 専門評論家によるレビュー | 専門評論家によるレビュー |
| レビュー・スコア         | レビュー・スコア         |
| 出典                     | 評価                     |
| ------------------------ | ------------------------ |
| Allmusic                 | [ 1 ]                    |

『EYES OF THE MIND』（アイズ・オブ・ザ・マインド）は、日本のフュージョンバンド、カシオペアの5枚目のアルバム。

## 解説
プロデューサーとしてハーヴィー・メイソンを迎え、デビューアルバムに続く2回目の海外録音となった。重厚で華やか時にスリリングなそれまでの作風から一転、いかにも西海岸風のポップサウンドがファンの間で話題となる。（ハーヴィーは事あるごとに「リラックス、リラックス」とメンバーに言っていたと言う）ハーヴィーは次作の『CROSS POINT』にもプロデューサーとして一部参加しているが、彼のアドバイスによるこの転換はメンバーの解釈も加えながら継承されその後のカシオペアサウンドの重要な布石となった。
タイトル曲である「EYES OF THE MIND」はもともとは「EYES OF MIND」という既存の曲であったが、ハーヴィーから「THEが入らないとおかしいのでは?」という指摘を受けて、以降は「EYES OF THE MIND」と表記されている。
収録曲はハーヴィーやボブ・ジェームスらが提供した曲を除けばすべてリメイクとなっており、メンバーによる新曲は含まれていない。

## 収録曲
「Space Road」は、ケニー・メイスンが編曲。その他の曲は、カシオペアとハーヴィー・メイソンが編曲。
| #         | タイトル                                             | 作詞      | 作曲                                   | 時間 |
| --------- | ---------------------------------------------------- | --------- | -------------------------------------- | ---- |
| 1.        | 「朝焼け」(Asayake)                                  |           | 野呂一生                               | 3:52 |
| 2.        | 「ア・プレイス・イン・ザ・サン」(A Place in the Sun) |           | デヴィッド・ボルフ                     | 4:41 |
| 3.        | 「テイク・ミー」(Take Me)                            |           | 野呂一生                               | 4:16 |
| 4.        | 「ラカイ」(Lakai)                                    |           | ハーヴィー・メイソン、ボブ・ジェームス | 4:11 |
| 5.        | 「アイズ・オブ・ザ・マインド」(Eyes of the Mind)     |           | 野呂一生                               | 4:43 |
| 合計時間: | 合計時間:                                            | 合計時間: | 21:43                                  |      |

| #         | タイトル                                     | 作詞      | 作曲             | 時間 |
| --------- | -------------------------------------------- | --------- | ---------------- | ---- |
| 1.        | 「ブラック・ジョーク」(Black Joke)           |           | 野呂一生         | 4:05 |
| 2.        | 「ラ・コスタ（イントロ）」(La Costa (Intro)) |           | ボブ・ジェームス | 0:22 |
| 3.        | 「ラ・コスタ」(La Costa)                     |           | ボブ・ジェームス | 3:48 |
| 4.        | 「マジック・レイ」(Magic Ray)                |           | 野呂一生         | 4:52 |
| 5.        | 「スペース・ロード」(Space Road)             |           | 野呂一生         | 4:49 |
| 合計時間: | 合計時間:                                    | 合計時間: | 17:56            |      |

## 参加ミュージシャン
CASIOPEA :
野呂一生 - エレクトリックギター (YAMAHA SG-2000 & SG-1000 Fretless)
向谷実 - キーボード (Fender Rhodes 73, Roland VP-330, Prophet-5, Yamaha GS-1, Mini Moog, Polymoog, ARP 2600, Korg 800DV, Korg Trident)
櫻井哲夫 - ベース (YAMAHA BB-2000)
神保彰 - ドラム (YAMAHA YD-9000R)
ゲスト・ミュージシャン :
- ハーヴィー・メイソン - パーカッション
- パウリーニョ・ダ・コスタ - パーカッション

「Magic Ray」と「Take Me」は、ボブ・ジェームスがシンセサイザー・アレンジを担当。

「Magic Ray」と「Take Me」は、マイケル・ボディガーがシンセサイザー・プログラムを担当。

## 制作クレジット
- プロデューサー - ハーヴィー・メイソン
- アソシエイト・プロデューサー - ケニー・メイスン
- エンジニア - ピーター・チェアキン (Peter Chaikin)
- アシスタント・エンジニア - テリー・ムーア (Terry Moore)
- プロジェクト・コーディネーション - 宮住俊介、堅田寛

- 美術、カバー・イラスト - ローランド・ヤング (Roland Young)
- 写真 - デイブ・ウィリアムズ (Dave Williams)
- ライナー・ノート - 野呂一生

- リマスタリング - 鈴木浩二 (2016/7/27 ハイリゾ版)

## チャート順位
| Chart                           | Peak position |
| ------------------------------- | ------------- |
| 米ビルボード誌 Jazz Albums 1981 | 33            |

## リリース日一覧
| 地域       | リリース日     | レーベル                       | 規格                      | カタログ番号                | 備考                                |
| ---------- | -------------- | ------------------------------ | ------------------------- | --------------------------- | ----------------------------------- |
| 日本       | 1981年4月21日  | アルファレコード               | 30cmLP                    | ALR-28016                   |                                     |
| 米国       | 1981年         | アルファレコード               | 30cmLP                    | AAA-10002                   |                                     |
| ヨーロッパ | 1981年         | アルファレコード               | 30cmLP                    | ALF 85375                   |                                     |
| 日本       | 1984年3月25日  | アルファレコード               | 12cmCD                    | 38XA-11                     |                                     |
| 日本       | 1987年1月25日  | アルファレコード               | 12cmCD                    | 32XA-115                    |                                     |
| 日本       | 1992年3月21日  | アルファレコード               | 12cmCD                    | ALCA-275                    |                                     |
| 日本       | 1994年6月29日  | アルファレコード               | 12cmCD                    | ALCA-9005                   |                                     |
| 日本       | 1998年7月23日  | アルファレコード               | 12cmCD                    | ALCA-9200                   |                                     |
| 日本       | 2001年12月19日 | ヴィレッジ・レコード           | デジタルリマスター 12cmCD | VRCL-2205                   | DSD, 紙ジャケ                       |
| 日本       | 2002年1月17日  | ヴィレッジ・レコード           | デジタルリマスター 12cmCD | VRCL-2225                   | DSD                                 |
| 日本       | 2009年5月27日  | ソニー・ミュージックダイレクト | デジタルリマスター 12cmCD | MHCL-20007                  | DSD, ブルースペックCD, 紙ジャケット |
| 日本       | 2016年2月3日   | ソニー・ミュージックダイレクト | デジタル・ダウンロード    | 1076209969                  | iTunes Store                        |
| 日本       | 2016年2月3日   | ソニー・ミュージックダイレクト | デジタル・ダウンロード    | 4582290413983               | mora AAC-LC 320kbps                 |
| 日本       | 2016年2月3日   | ソニー・ミュージックダイレクト | デジタル・ダウンロード    | A1003862415                 | レコチョク AAC 128/320kbps          |
| 日本       | 2016年2月3日   | ソニー・ミュージックダイレクト | デジタル・ダウンロード    | B01B5ASIZW                  | Amazon.co.jp                        |
| 日本       | 2016年2月3日   | ソニー・ミュージックダイレクト | デジタル・ダウンロード    | Bujop27brq4j4v5hxp7vxektghq | Google Play Music                   |
| 日本       | 2016年7月27日  | ソニー・ミュージックダイレクト | デジタル・ダウンロード    | 4582290418919               | mora DSD 2.8MHz/1bit                |
| 日本       | 2016年7月27日  | ソニー・ミュージックダイレクト | デジタル・ダウンロード    | smj4582290418919            | e-onkyo DSD 2.8MHz/1bit             |
| 日本       | 2016年7月27日  | ソニー・ミュージックダイレクト | デジタル・ダウンロード    | 11187                       | HD-music DSD 2.8MHz/1bit            |
| 日本       | 2016年7月27日  | ソニー・ミュージックダイレクト | デジタル・ダウンロード    | 4582290418926               | mora FLAC 96.0kHz/24bit             |
| 日本       | 2016年7月27日  | ソニー・ミュージックダイレクト | デジタル・ダウンロード    | A1004668167                 | レコチョク FLAC 96kHz 24bit         |
| 日本       | 2016年7月27日  | ソニー・ミュージックダイレクト | デジタル・ダウンロード    | smj4582290418926            | e-onkyo FLAC 96kHz 24bit            |
| 日本       | 2016年7月27日  | ソニー・ミュージックダイレクト | デジタル・ダウンロード    | 11176                       | HD-music FLAC 96kHz/24bit           |
| 日本       | 2016年11月10日 | ソニー・ミュージックダイレクト | デジタル・ダウンロード    | 4Lh17Br4qOw0WZunJorOK0      | Spotify                             |